# Pseudanthias emma
Pseudanthias emma là một loài cá biển thuộc chi Pseudanthias trong họ Cá mú. Loài này được mô tả lần đầu tiên vào năm 2018, được đặt theo tên của Emma Psomadakis, con gái của Peter Psomadakis.

## Phân bố và môi trường sống
P. emma có phạm vi phân bố ở vùng biển Đông Ấn Độ Dương. Mẫu vật duy nhất của loài này được tìm thấy ở ngoài khơi vùng Tanintharyi, Myanmar (hướng về phía biển Andaman) ở độ sâu khoảng 105 m.

## Mô tả
Mẫu vật của P. emma có chiều dài cơ thể đo được là 11 cm, là một cá thể đực. Đầu của nó màu hồng, nhạt hơn ở bên dưới; dải màu cam kéo dài từ ổ mắt ra sau gáy. Đầu có thêm 2 dải màu cam: một từ trước mắt đến mõm, và một từ phía sau mắt đến gốc vây ngực. Mống mắt màu vàng tươi. Thân màu cam với các dải màu hồng tươi từ gốc vây lưng dọc theo phần lưng đến mép trên của cuống đuôi. Phần thân dưới màu trắng bạc, ngược lên ngực, trở thành màu hồng nhạt ở phần cuống đuôi. Phần gai của vây lưng có màu vàng cam; phần vây mềm màu cam, ra xa màu đỏ tươi. Vây hậu môn có màu hồng nhạt đến trắng.
Số gai ở vây lưng: 10; Số tia vây mềm ở vây lưng: 16; Số gai ở vây hậu môn: 3; Số tia vây mềm ở vây hậu môn: 7; Số gai ở vây bụng: 1; Số tia vây mềm ở vây bụng: 5; Số tia vây mềm ở vây ngực: 18.